# Kasteel Herlaar

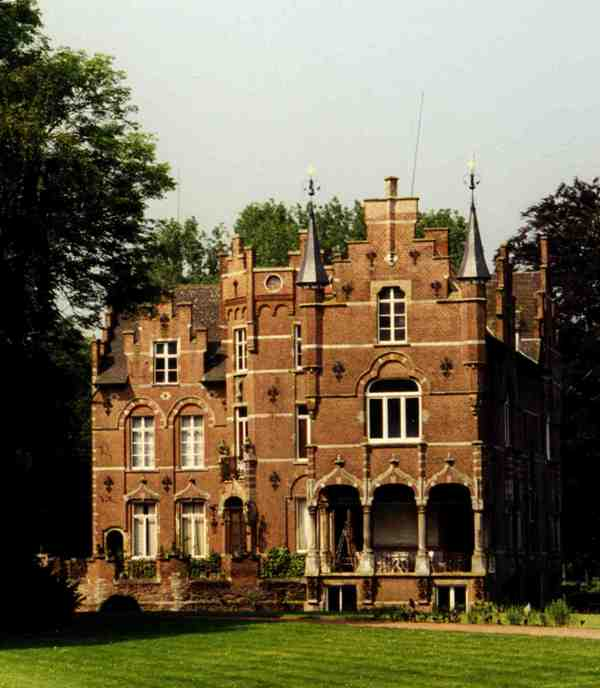
Kasteel Herlaar

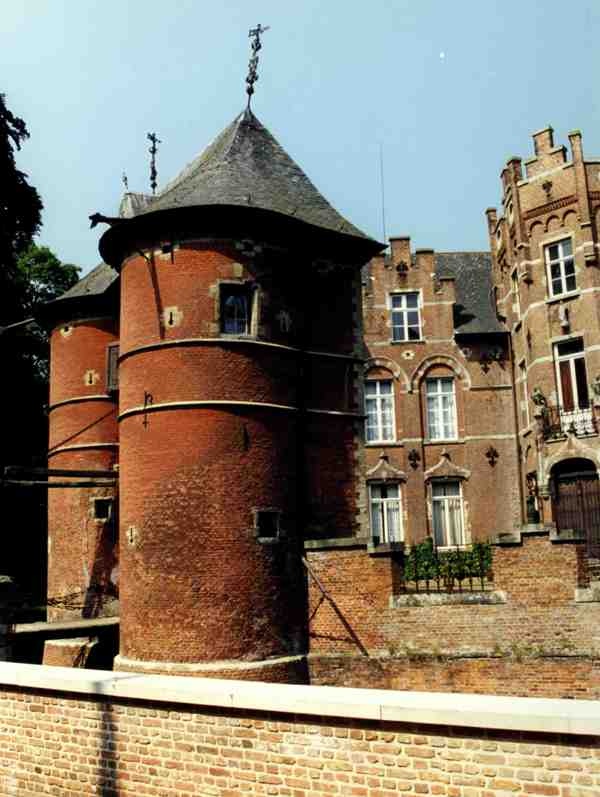
Poortgebouw

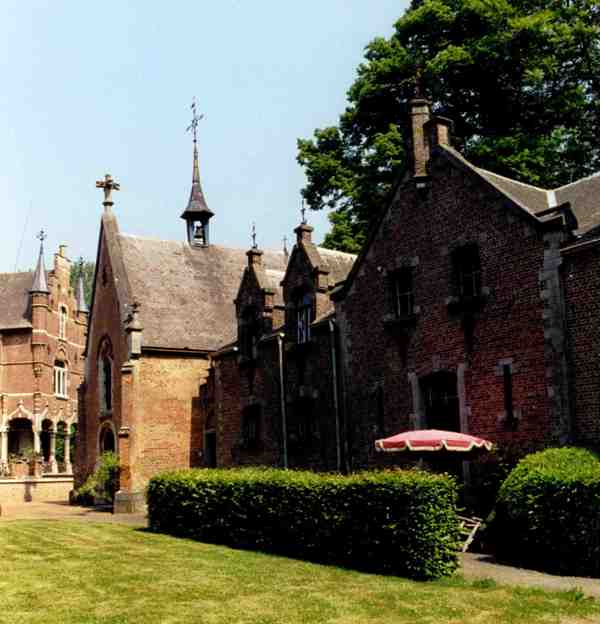
Slotkapel

Kasteel Herlaar (ook: Hof ten Hove) is een kasteel in de Antwerpse plaats Herenthout, gelegen aan Herlaar 15-16.

## Geschiedenis
De geschiedenis gaat zeker terug tot eind 13e eeuw, mogelijk zelfs tot de 10e eeuw. Het was de zetel van de heren van Herenthout. Het was eigendom van de familie van Herlaer en daarna, door huwelijk, van de familie de Brimeu, vanaf 1497 van de familie Sandelyn, welke het verwaarloosde kasteel herbouwde. In 1684 kwam het aan de familie van Reynegom en deze liet in 1704 het kasteel opnieuw herbouwen.
In onder meer 1871 werden veel neotraditionele elementen aan het kasteel toegevoegd.

## Gebouw
Het dubbel omgrachte waterkasteel ligt in de vallei van de Wimp. Via twee houten ophaalbruggen wordt het kasteel betreden. De tweede ophaalbrug wordt gevolgd door een poortgebouw, geflankeerd door twee ronde bakstenen torens. Daar ziet men het wapenschild en het motto: Rien sans envie van de familie Van Reynegom.
Het kasteel op L-vormige plattegrond heeft tal van neotraditionele elementen, zoals trapgevels, en is gebouwd in baksteen met zandstenen speklagen. Vooral de gevels aan de binnenplaats hebben veel 19e-eeuwse toevoegingen ondergaan.
Het interieur heeft nog een zwartmarmeren schouw van 1713.

## Slotkapel
Direct buiten de binnengracht ligt de slotkapel, gewijd aan Onze-Lieve-Vrouw, die al in 1494 heeft bestaan. Deze was niet enkel voor de bewoners van het kasteel bedoeld, maar ook voor de inwoners van Herlaar. Het bakstenen kapelletje, met diverse neogotische aanpassingen, heeft een dakruiter. De kapel bezit een eiken Mariabeeldje van 1684. Ook zijn daar een aantal rouwborden van de familie Van reynegom, het oudste van 1707. Van 1655 is een rouwbord van de familie Sandelyn.